# 鐘樓 (東亞)

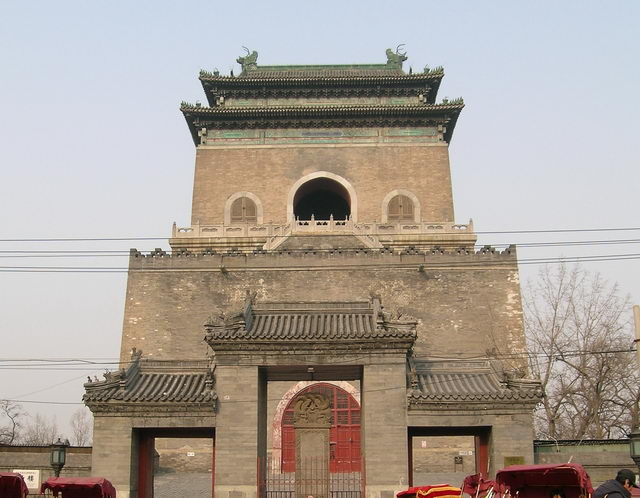

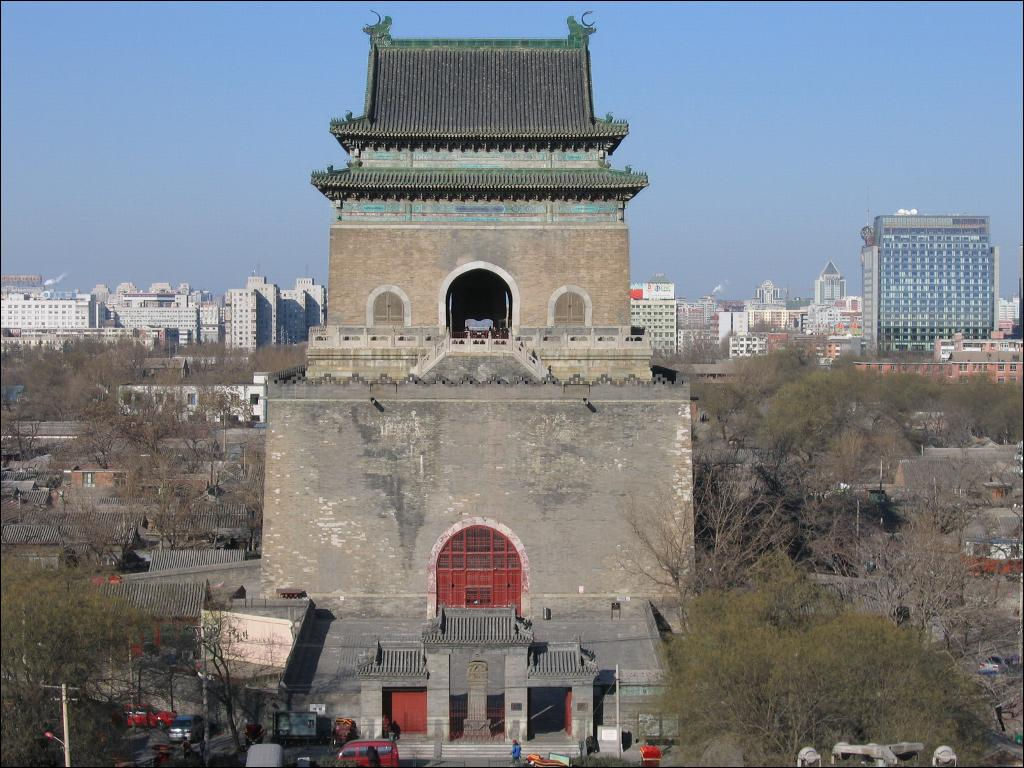
北京钟楼

鐘樓是一种源於中国的建筑，在上面悬挂大鐘，钟楼通常在城池中和寺庙中都以晨钟暮鼓的方式出现，即东面修钟楼，西面修鼓楼，两个建筑以建筑群的中轴线对立。

## 中國
鐘樓通常於早晨敲钟报时，或皇帝駕崩時，亦有軍事用途。在古代都城西安、北京、南京都保留著很多歷史悠久的鐘樓建築。

## 日本

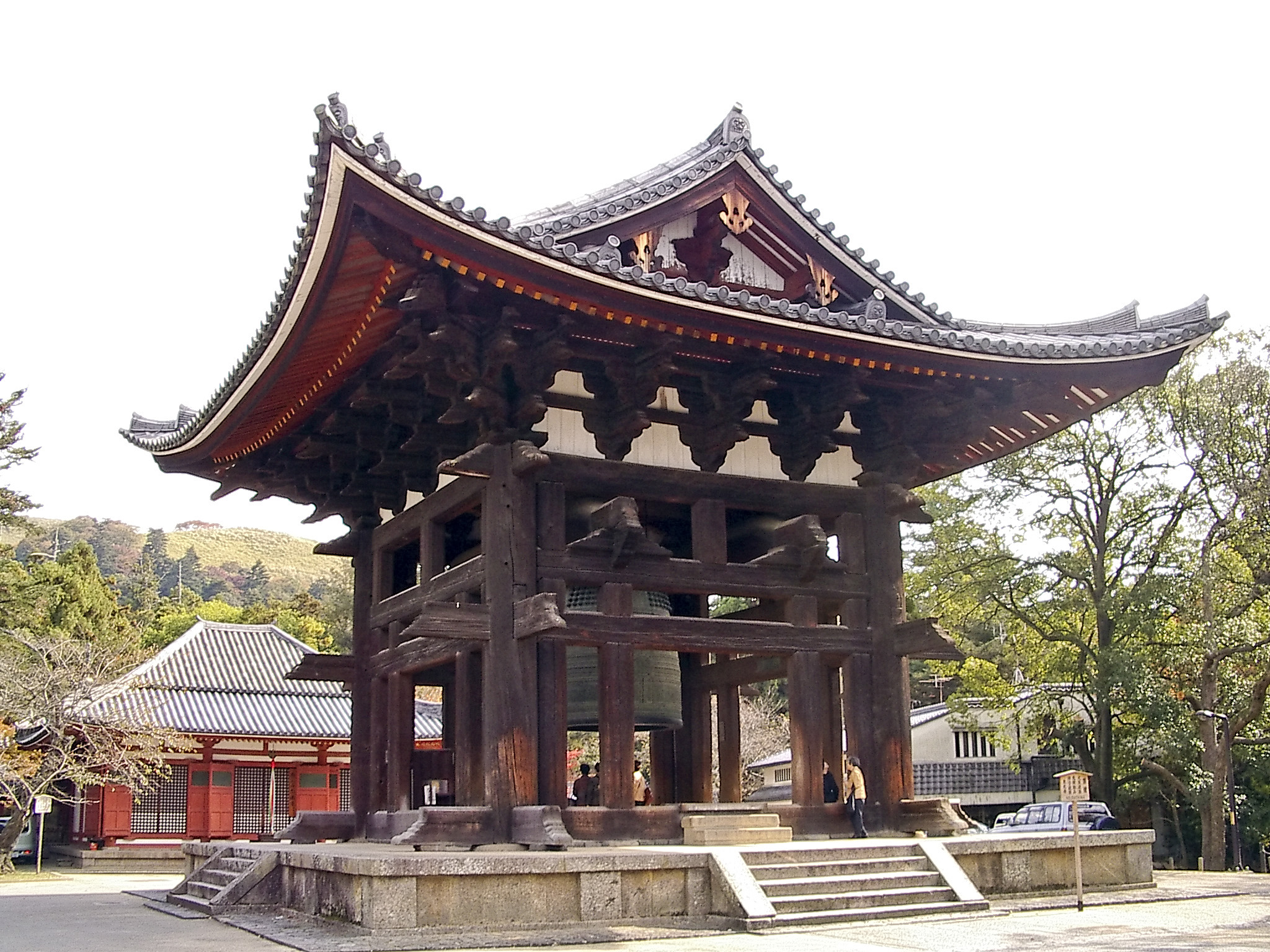
鐘楼（東大寺、奈良市）

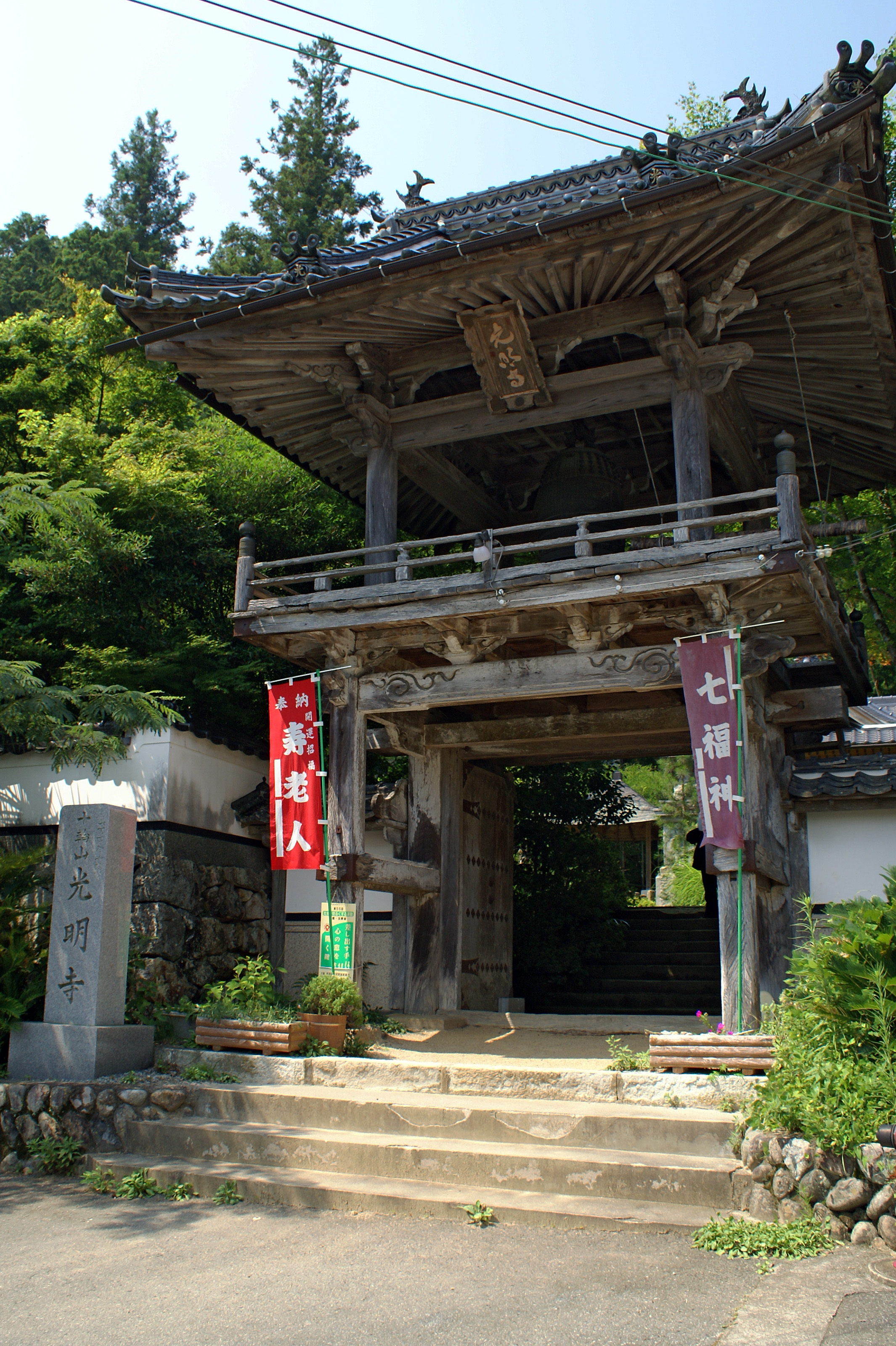
鐘門（光明寺、佐用町）

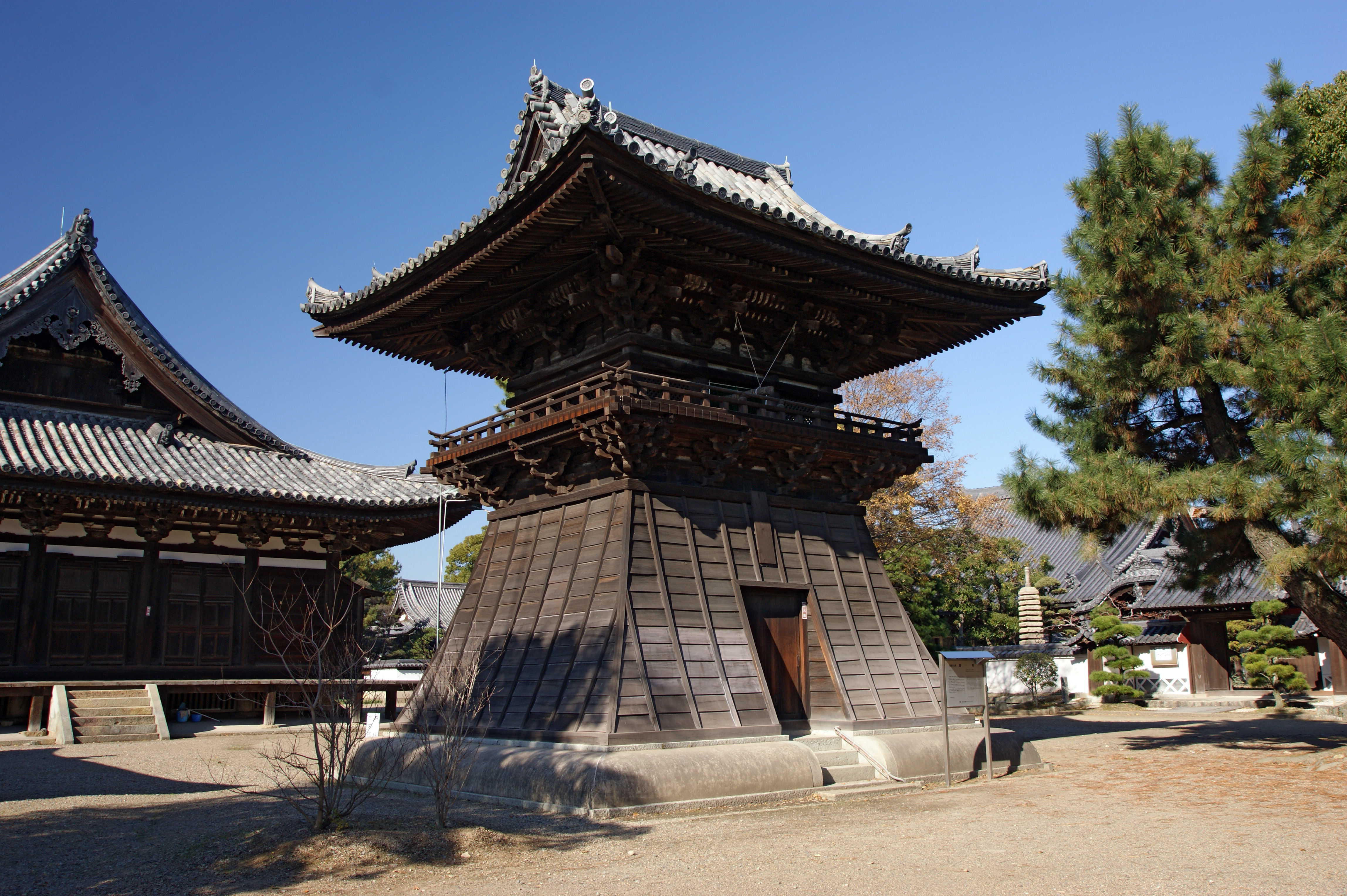
腰袴造（下層部分）的鐘楼（鶴林寺、加古川市）

日本將中國的鐘樓式樣帶到日本建築中去。但與中國不盡相同，除了報時作用外，同時也是一種表現傳統或宗教的裝飾。